# Zagtoon
Zagtoon ist ein französisches Animationsstudio und bildet die Animations-Sparte der kalifornischen Firma ZAG Entertainment. Seit seiner Gründung hat Zagtoon fast 100 Stunden animierte CGI-Inhalte produziert, die an Sender und digitale Partner in rund 130 Länder in Lizenz verkauft wurden. Unter anderem produziert Zagtoon die Serie Miraculous – Geschichten von Ladybug und Cat Noir. Die Firma wurde 2010 in Frankreich von Jérémy Zag und SIP Animation-Mitbegründerin Jacqueline Tordjman gegründet.

## Produktionen
- Rosie (2011) (180x2; koproduziert mit 2Minutes, ausgestrahlt von Gulli und AB in Frankreich)
- Kobushi (2012) (104x7; koproduziert mit Gulli, Inspidea und AB Production, ausgestrahlt von Gulli)
- Sammy & Co. (2014) (52x13; koproduziert mit Nexus Factory, Studiocanal und nWave Pictures; ausgestrahlt von M6)[2]
- Popples (2015–2016) (52x13; koproduziert mit Saban Brands und Method Animation)[3]
- Miraculous: Tales of Ladybug & Cat Noir (2015–) (koproduziert mit Method Animation, Toei Animation, AB Droits Audiovisuels und SK Broadband)
- Zak Storm (2016–) (koproduziert mit Method Animation, SAMG Animation, MNC Animation, SK Broadband, De Agostini Editore, ON Kids & Family, Man of Action und DQ Entertainment)
- Denver & Cliff (2018–)[4] (M6, Universal Kids)
- Power Players (2019–2021)[5][6] (koproduziert mit Man of Action, France Télévisions, Playmates Toys, Method Animation und Globosat; ausgestrahlt von Cartoon Network)
- GhostForce (2021–)[3]